# Хаджинов Леонід Петрович
Леонід Петрович Хаджинов (28 квітня 1927, місто Маріуполь Донецької області — 28 лютого 2019, місто Запоріжжя) — український радянський діяч, генеральний директор Запорізького виробничого об'єднання «Запоріжтрансформатор». Депутат Верховної Ради УРСР 11-го скликання. Дійсний член Академії інженерних наук України (1994).

## Життєпис
Народився в родині партійного працівника. У жовтні 1941 року, під час німецько-радянської війни, родина була евакуйована в східні райони СРСР.
У 1942—1944 роках — сторож, колгоспник в Ошській області Киргизької РСР. Після повернення в місто Маріуполь, в 1944—1946 роках — учень слюсаря, слюсар Маріупольського радіаторного заводу Сталінської області.
У 1946—1950 роках — учень, секретар комітету ЛКСМУ Маріупольського металургійного технікуму Сталінської області.
Член ВКП(б) з 1946 року.
У 1950—1955 роках — студент Ждановського металургійного інституту Сталінської області.
У 1955—1978 роках — майстер, старший майстер, начальник дільниці, заступник начальника, начальник цеху, секретар партійного комітету, заступник директора Запорізького трансформаторного заводу.
У 1978—1991 роках — генеральний директор Запорізького виробничого об'єднання «Запоріжтрансформатор» імені Леніна. У 1991—2001 роках — голова правління Запорізького ВАТ «Запоріжтрансформатор». З 2001 року — член Наглядової ради, почесний президент ВАТ «Запоріжтрансформатор».
Президент Правобережної асоціації промисловців. Був керівником Правобережної асоціації промисловців, головою благодійного фонду «Собор», головою Ради Почесних громадян м. Запоріжжя з 1997 року. З 1998 року — голова благодійного фонду «Собор».
Неодноразово обирався депутатом місцевих рад, а у 1985 році — депутатом Верховної Ради УРСР. Все життя він не приховував своє грецьке походження, цікавився історією і культурою греків. У роки демократичних перетворень активно сприяв відродженню і розвитку грецького національного руху в області.
Помер у Запоріжжі 28 лютого 2019 року на 92-му році життя.

## Нагороди
- орден «За заслуги» ІІ ступеня (1997)
- орден «За заслуги» ІІІ ступеня (1995)
- орден Жовтневої Революції (1977)
- орден Трудового Червоного Прапора
- орден «Знак Пошани»
- лауреат премії Ради Міністрів СРСР
- медалі
- заслужений машинобудівник Української РСР (1977)
- заслужений діяч культури Української РСР
- почесний громадянин міста Запоріжжя (1997).